# Carl Bugge
Carl Bugge, född 1881, död 1968, var en norsk geolog.
Bugge blev myntmästare i Kongsberg 1908, filosofie doktor 1918 samt direktör för Norges geologiske undersökelse 1921. Bugge ägnade sig huvudsakligen åt praktisk geologi och gruvgeologi och utgav Kongsbergsfeltets geologi.